# يوري روديونوف
يوري روديونوف (بالألمانية: Jurij Rodionov)‏ هو لاعب كرة مضرب نمساوي، ولد في 16 مايو 1999 في نورنبرغ في ألمانيا.

## وصلات خارجية
- يوري روديونوف على موقع رابطة محترفي التنس (الإنجليزية)
- يوري روديونوف على موقع الاتحاد الدولي لكرة المضرب (الإنجليزية)
- يوري روديونوف على موقع كأس ديفيز (الإنجليزية)
- يوري روديونوف على موقع خلاصة التنس.كوم (الإنجليزية)
- يوري روديونوف على موقع إي إس بي إن.كوم (الإنجليزية)